# منحبة (الرجم)
منحبة هي إحدى قرى عزلة الذاري بمديرية الرجم التابعة لمحافظة المحويت، بلغ تعداد سكانها 808 نسمة حسب تعداد اليمن لعام 2004.